# Aetomylaeus wafickii
Aetomylaeus wafickii — вид скатів родини орлякових. Описаний у 2022 році.

## Назва
Вид названо на честь Вафіка Джабадо, батька авторки таксона Ріми Джабадо, на знак визнання його підтримки у її роботі та з нагоди його 73-річчя.

## Розповсюдження
Вид поширений від південної частини Червоного моря, на схід до Аравійського моря та на південь до Шрі-Ланки, в тому числі в Перській затоці.